# 伊琳
伊琳（1915年—1979年），原名许崇琪，曾用名林其，男，广东潮阳人，中国电影编剧、导演，曾任中国电影家协会理事。